# Cryptocephalus saucius
Cryptocephalus saucius es una especie de insecto coleóptero de la familia Chrysomelidae.
Fue descrita científicamente en 1852 por Truqui.